# Silent Circle
Silent Circle è un gruppo musicale tedesco formatosi nel 1985. Il complesso è costituito dal cantante Martin Tychsen (soprannominato Jo Jo Tyson), il tastierista e compositore Axel Breitung e il batterista Jürgen Behrens (noto come CC Behrens).

## Storia
Le prime esibizioni del gruppo risalgono al 1979, che però di li a poco si sciolse, salvo poi riunirsi nei primi anni '80 con l’obiettivo di dedicarsi più seriamente al progetto precedentemente intrapreso.
Il primo singolo, Hide Away - Man is Comin'! del 1985, diede una considerevole visibilità al gruppo, rafforzata da altri brani di successo quali Touch in the Night, Stop the Rain, Love is Just a Word e Time for Love.
Nel 1986 lanciarono il loro primo album, No. 1, contenente undici brani e prodotto dall'etichetta discografica Blow-Up, per conto della Intercord.
Contemporaneamente, Harald Shaefer rimpiazzò Axel Breitung nelle esibizioni pubbliche, consentendo a quest'ultimo di dedicarsi interamente alla scrittura e produzione di nuovi pezzi (non necessariamente per la stessa band come testimonia il brano Sunset Rendezvous, il quale costituisce il lato B del 45 giri Moonlight Affair di Cliff Turner, pseudonimo di Rainer C. Herzmann).
Nel 1987 vennero rilasciati per Teldec i due singoli Danger Danger e Oh, Don't Lose Your Heart Tonight.
Nel 1993 vide la luce una raccolta intitolata Best of Silent Circle, composta esclusivamente versioni remixate e alternative di canzoni precedenti, mentre per il secondo album ufficiale si dovrà attendere fino al 1994, anno di uscita di Back, costituito da dodici nuovi brani. Nel 1998 fu invece pubblicato Stories 'bout Love, contenente anch'esso dodici brani.

## Discografia

### Album in studio
- No.1 (1986)
- Back (1994)
- Stories 'bout Love (1998)
- No.1 Jubiläums Edition (2011)
- Chapter Euro Dance (2018)
- Chapter 80ies - Unreleased (2018)
- Chapter Italo Dance - Unreleased (2018)

### Singoli
- Hide Away - Man Is Comin'! (1985)
- Touch in the Night (1985)
- Stop the Rain / Shy Girl (1986)
- Love Is Just a Word (1986)
- Time for Love (1986)
- Danger Danger (1987)
- Oh, Don't Lose Your Heart Tonight (1987)
- Moonlight Affair (1987)
- I Am Your Believer (1989)
- What a Shame (1989)
- 2 Night (1993)
- Every Move, Every Touch (1994)
- Egyptian Eyes (1996)
- Touch in the Night '98 (1998)
- One More Night (1998)
- Night Train (1999)
- I Need a Woman (2000)
- Moonlight Affair 2001 (feat. MMX) (2001)
- 2 Night (2018)
- Every Move Every Touch (2018)

### Raccolte
- Best of Silent Circle (1993, Dusty Records)
- Back II (1997, Dusty Records)
- Touch in the Night (limited edition) (1998, VMP International)
- Their Greatest Hits of the 90's (2000, AWP Records)
- 25 Years - The Anniversary Album (2010, Spectre Media)
- Hits & More (2010, Hargent Media)
- The Original Maxi-Singles Collection (2014, Pokorny Music Solutions)